# Вечеслав (шхуна, 1773)
«Вечеслав», «Вещеслав», «Вышеслав» или «Вячеслав» — парусная шхуна Дунайской, затем Азовской флотилий и Черноморского флота России 1773 года постройки, одна из четырёх шхун типа «Победослав Дунайский» или «Измаил». Во время службы шхуна принимала участие в русско-турецкой войне 1768—1774 годов, после войны использовалась для крейсерских плаваний, перевозки пассажиров и в качестве брандвахтенного судна.

## Описание судна
Парусная деревянная шхуна, одна из четырёх шхун типа «Победослав Дунайский» или «Измаил», построенных по чертежам адмирала Ч. Ноульса. Длина шхуны по сведениям из различных источников составляла от 27,4 до 27,5 метра, ширина от 7,5 до 7,7 метра, осадка от 3,4 до 3,5 метра. По сведениям из одних источников первоначальное вооружение составляли двенадцать 12-фунтовых пушек, которые после перевооружения в 1784 году были заменены на восемнадцать 6-фунтовых пушек, по другим сведениям вооружение состояло из одной 8-фунтовой, пяти 4-фунтовых и шести 3-фунтовых пушек. Экипаж шхуны состоял из 167 человек.

## История службы
Шхуна «Вечеслав» была заложена на верфи в устье Дуная 26 мая (6 июня) 1772 года и после спуска на воду 5 (16) марта 1773 года вошла в состав Дунайской флотилии России. По другим данным шхуна вступила в строй в апреле 1773 года. Шхуна строилась по чертежам адмирала Ч. Ноульса, строительством руководил обер-интендант Главной интендантской экспедиции Адмиралтейской коллегии М. И. Рябинин.
Принимала участие в русско-турецкой войне 1768—1774 годов. С мая по июнь 1773 года в составе отряда капитана 2-го ранга П. В. Третьякова выходила для испытания мореходных качеств в Чёрное море до острова Фидониси и в крейсерские плавания с целью преграждения доступа турецких судов в устье Дуная. По итогам кампании 1773 года по заключению командира отряда все четыре шхуны хоть и были удобны для морских плаваний, но требовали устранения течей и перевооружения 12-фунтовыми орудиями.
В ноябре 1774 года в составе Дунайской флотилии, состоявшей из шести судов, под общим командованием капитана бригадирского ранга графа Билана вышла из Измаила для перехода в Керчь, но из-за шторма потеряла другие суда и вынуждена была уйти в Таганрог. В 1775 году была зачислена в состав Азовской флотилии и принимала участие в крейсерских плаваниях в Чёрном море, а в кампанию следующего 1776 года выходила в плавание в Азовское море. В кампанию 1777 года доставила из Тамани в Еникале крымского хана Шагин-Гирея, после чего вновь ушла в крейсерское плавание в Чёрное море, а с августа заняла брандвахтенный пост у Кефы. В 1778 и 1779 годах выходила в крейсерские плавания в Керченский пролив. В 1780 году подверглась тимберовке в Таганроге. В кампании с 1782 по 1786 год ежегодно выходила в крейсерство к берегам Крымского полустрова и плавания в Чёрное море, при этом в 1783 году была переведена в состав Черноморского флота.
В кампанию 1787 года несла брандвахтенную службу на рейде в Севастополе. Сведений о дальнейшем несении и завершении службы шхуны «Вечеслав» в составе флота не сохранилось.

## Командиры шхуны
Командирами парусной шхуны «Вечеслав» в составе Российского императорского флота в разное время служили:
- лейтенант Г. Вельяшев (1773–1775 годы)[9];
- лейтенант И. М. Киреевский (с 1776 года по август 1777 года)[10];
- лейтенант Л. Н. Сумароков (с августа 1777 года)[11];
- лейтенант В. Н. Подводин (1778 год)[14];
- лейтенант Н. А. Мосолов (1779 год)[15];
- лейтенант А. А. Обольянинов (1782 год)[16];
- помощник капитана над севастопольским портом, лейтенант Г. С. Карандино (до августа 1787 года)[17];
- мичман, а с 22 сентября (3 октября) 1787 года лейтенант К. Г. Гайтани (с августа 1787 года)[12].